# Tultepec
Tultepec es una localidad mexicana situada en el Estado de México, es la cabecera del municipio homónimo y forma parte de la zona metropolitana del Valle de México. La ciudad se caracteriza por las actividades pirotécnicas de las cuales concentra alrededor de 99% de los permisos nacionales para su elaboración, comercialización y transporte; por lo cual desde el año de 1997 es conocida como La Capital Nacional de la Pirotecnia. El significado náhuatl del vocablo “Tultepec” se deriva de Tollin: Tule, Tepetl: Cerro, por lo que significa "en el cerro del tule".
Anualmente en el mes de marzo, se lleva a cabo la Feria Nacional de la Pirotecnia, con participaciones de pueblos y empresas dedicadas a este negocio.
Junto con la pirotecnia, las actividades de los servicios y el comercio, es decir el sector terciario, ocupa a la mayor parte de la población.

## Historia
En 2019, en el sitio Tultepec II las excavaciones realizadas por el Instituto Nacional de Antropología e Historia permitieron el hallazgo de dos grandes fosas construidas por grupos humanos como trampas de caza y 824 huesos de mamut pertenecientes a 14 ejemplares cazados hace aproximadamente 15 000 años.
Los primeros pobladores de Tultepec fueron los Chichimecas. Además de los Otomíes, que tuvieron su apogeo en el siglo XIII.
Después de la conquista Tultepec perteneció a la Encomienda de Cuautitlán a cargo de Alonso Ávila. Esta Encomienda comprendía los actuales municipios de Zumpango, Xaltocán, Huehuetoca, Coyotepec, Teoloyucan y otras comunidades. Los últimos encomenderos fueron Alonso de Ávila Alvarado y su hermano Gil González de Benavides el joven, ambos ejecutados por conspiración el 3 de agosto de 1566, día en que los pueblos de la Encomienda fueron devueltos a la Corona.
En 1610 se congregó a la población de Tultepec, en el valle situado entre el gran islote y el pequeño montículo de San Martín. Los misioneros franciscanos trazaron el nuevo pueblo de Tultepec, quienes lo dedicaron a la Natividad de Santa María. Solicitaron a don Luis de Velasco II, un terreno para construir su templo y se los concedió el 16 de marzo de 1618.
El comercio en la localidad fue importante; entre los productos destacan el pulque, la alfarería, la sal y el tequezquite (carbonato de sodio), para lo cual eran trasladados a la Ciudad de México; además, se llevaban pollo, guajolote, conejo, chichicuilote, granos y forrajes.
En las postrimerías de la guerra de Independencia, don Pedro Pánfilo Urbán, con apoyo del pueblo solicita a las autoridades españolas, que sea reconocido el pueblo de Tultepec como ayuntamiento. El reconocimiento fue hecho el  jueves 3 de mayo de 1821, bajo las leyes de Cádiz.
Para 1894, el municipio perdió territorio al crearse la municipalidad de Ocampo. En 1899, se suprimió esta municipalidad y se agregó nuevamente a Tultepec. En 1915, el entonces gobernador Gustavo Baz creó el municipio de Melchor Ocampo. Sin embargo, fue hasta el 1 de enero de 1918, cuando empezó la gestión del nuevo municipio.
Tultepec mantuvo hasta ya muy avanzado el siglo XX las características de un municipio rural. Fue en las tres últimas décadas de ese siglo en la que los cambios han sido vertiginosos, transformando a Tultepec en un municipio con fisonomía y necesidades de una comunidad urbana. En la década de 1980 se inició el establecimiento de Unidades habitacionales de interés social y Fraccionamientos, que han modificado el paisaje natural y social de este municipio.

## Escudo
Está constituido por dos elementos fonéticos: cuatro hojas alargadas que representan al árbol del tule y el símbolo del cerro. Se encuentra en el Códice Mendocino (es un códice de manufactura mexica, hecho en los años 1540) se toma del estudio de Roberto Barlow y Byron MacAfee. El glifo se ha tomado por escudo del municipio.
El topónimo del municipio está representado por un glifo local que hace alusión al cerro que corresponde a la Loma Tultepec, acompañado de la imagen de algunos tules en la cima.
Ante las acciones de conquista militar emprendida por España en el siglo XVI en las tierras americanas se vieron perturbadas la vida, las propiedades, la organización y el sentir de los naturales de estas tierras. La Corona española recurrió al sistema de encomienda, otorgando estancias y tierras de labor a quienes habían contribuido en las campañas militares.
El Municipio de Tultepec se ha caracterizado por ser uno de los principales bastiones del PRD en la entidad, desde el 2003 ha sido gobernado por dicho partido de manera consecutiva por dos políticos afines: Armando Portuguez Fuentes y Sergio Luna Cortés (perteneciente al partido de Movimiento Regeneración Nacional MORENA).

## Cultura

### Monumentos históricos
Se encuentra la Señora de Loreto que data del siglo XVI y el palacio municipal. En arqueología están las zonas de Totola, Emiquía y Cantera.
Primer Mercado de Artesanías Pirotécnicas de América.
La pirotecnia en el municipio de Tultepec se remonta a partir de la segunda mitad del siglo XIX y se consolidó como uno de los principales motores económicos de la población.
Desde hace 21 años (1988) en el municipio de Tultepec se realiza la feria nacional de la pirotecnia.
Evento que persigue expresión artística y cultural de la pirotecnia. Esta se lleva a cabo a partir del 27 de febrero hasta el 9 de marzo en la plaza de Hidalgo, el principal atractivo lo representan los concursos pirotécnicos (quema de toritos).
En una extensión de casi 10 hectáreas a las afueras de la cabecera municipal se ubica el mercado de San Pablito, supervisado por las autoridades federales en materia de explosivos y que cuenta con 300 puestos donde se expende juguetería pirotécnica.

### Museos
Se cuenta con una casa de cultura, una escuela de Bellas Artes, tres bibliotecas y el Museo del Mamut (Tultepec). Grupos de danza que han realizado giras por Europa y Estados Unidos. Además del archivo municipal y una casa de títeres que fomenta el arte del teatro guiñol.
En el año 2016 se confirmó un museo dedicado a los hallazgos de un fósil de Mamut en la localidad de una delegación llamada San Antonio Xahuento. Dicho museo opera desde el 2018.

### Fiestas, danzas y tradiciones
Tultepec tiene cerca de 60 mayordomías, 20 sociedades religiosas. Las fiestas más significativas son: la fiesta patronal del 8 de septiembre, “La natividad de María” junto con “Nuestra Señora de Loreto”; aunque se ha establecido una iglesia cristiana no muy lejos del centro; el 8 de marzo donde se queman los famosos toros pirotécnicos que son una base de madera en forma de rectángulo y en cada esquina tiene llantas para moverlos la forma de toros se hace con una especie de bambú y encima del bambú se le pone periódico y cartón y se le pinta del colores diversos y se le pone otra base de madera en forma de cubo para colocar los tan famosos buscapiés, voladoras y candelas. También se queman los castillos luminosos para inaugurar estas festividades, esta celebración se hace para agradecer a “San Juan de Dios”, patrono del gremio pirotécnico. Ambas fiestas están llenas de colorido, música, pirotecnia multicolor, repiques a vuelo, juegos mecánicos, espectáculos al aire libre, chasquido de vasos y copas.
Durante las festividades del 8 de septiembre, existe una estrecha colaboración con la localidad de San Pedro de la laguna en Zumpango Estado de México, en la cual pirotécnicos de aquella comunidad ofrecen sus ofrendas pirotécnicas a la virgen de loreto, gesto que se realiza de la misma manera por parte de los pirotécnicos de Tultepec en las festividades de San Pedro.
Hay una tradición similar en el barrio de la Piedad en Tultepec. A partir de 1992. Se han realizado ferias nacionales e internacionales de juegos pirotécnicos, a la par del Simposio Internacional de Escultura en Acero Inoxidable.
En la fiesta del 8 de marzo aparte de la quema de los famosos toros pirotécnicos, también podemos observar el concurso de los piro-musicales, pues como bien se ha dicho Tultepec es famoso por ser un gran pueblo donde se practica la pirotecnia y además se fabrica el cohete.

#### Festividades principales
Tultepec se ha caracterizado por sus grandes festividades durante todo el año, además de ser un pueblo dedicado a la pirotecnia.
Las Festividades más importantes del año son:
- 8 de marzo. Es la feria anual de los pirotécnicos, donde muestran sus más grandes obras artísticas como la quema de castillos de torre, piro-musicales, bombas y el tradicional recorrido de "toritos"; además de los juegos mecánicos y el tradicional baile. En honor a San Juan de Dios.
- 2 de marzo. Concurso de Castillos
- 7 de marzo. Globos de Cantolla
- 8 de marzo. Recorrido de toros y quema de toros
- 9 de marzo. Piro-musicales
- 8 de septiembre. La mayoría de los habitantes del municipio de Tultepec son católicos por lo que en esta fecha se festeja a la Virgen de Santa María Nativitas, tiene una duración de 8 días en los cuales hay quema de castillos, juegos mecánicos y bailes en las noches.
- 31 de octubre. Recorrido de faroles, este recorrido se hace en la noche toda la gente camina con un farol hecho de varas y papel china, dentro de él llevan encendida una vela y se dirigen hacia el panteón, se realiza con la finalidad de encaminar las almas de los niños que ya fallecieron, según la tradición es porque los niños andan vagando y hay que encaminarlos hacia un lugar seguro.
- 21 de noviembre.  Día del músico, los músicos realizan un recorrido por las calles céntricas del pueblo hasta llegar a la explanada principal. En honor a Santa Cecilia, patrona de los músicos.

### Artesanías
La producción de juegos pirotécnicos es la principal artesanía, proviene de más de dos siglos atrás y ha dado ocupación a varias generaciones. Esta artesanía toma auge a partir de la Feria Nacional e Internacional de Pirotecnia la cual se celebra en el mes de marzo.

### Gastronomía
Tultepec cuenta con una gastronomía muy variada y típica entre la que se encuentran los Tlapiques, que son un envoltorio en una hoja de tamal de tamaño grande el cual está preparado con tripas de pollo y menudencia además con tomate y cebolla. Otro muy famoso es el Miximole, un guiso preparado con chile verde, cilantro, cebolla, ajos, pescado blanco o acociles; así como otros más conocidos como el revoltijo, los tamales de fríjoles, el mole y nopales en sus diferentes guisos. Una bebida típica es el atole de maíz azul.

### Música
Tultepec es por tradición una comunidad que ha dado grandes músicos desde el siglo pasado. La banda de Los Urbán,  y la de Los Vázquez, han tenido gran renombre en su momento. Hoy la escuela de música funciona espléndidamente.

## Otros fenómenos sociales

### Propiedad del suelo
Una gran parte de territorio fue reclamado por los municipios de Tultitlán, Nextlalpan y Cuautitlán, tanto así que el caso llegó a la Suprema Corte de Justicia de la Nación, la cual dio como resultado los terrenos a favor y en propiedad de Tultitlan y Cuautitlán.

## Relaciones internacionales

### Hermanamientos
- Tultitlán,  Mexico (2007)[6]
- Zumpango, Mexico (2007)[6]
- Almoloya de Juárez, Mexico (2007)[6]
- Tlahuapan, Mexico (2007)[6]
- San Juan de los Lagos, Mexico (2015)[7][8]
- Mostazal, Chile (2016)[9][10]

### Convenios
- Tepotzotlán, México (2022)[11][12]